# Vision Brisbane (Брисбен)

Vision Brisbane

Постройка здания должна была быть завершена 2010 году. Vision Brisbane со своими 76-ю этажами должен был стать самым высоким зданием в Брисбене, и третьим по высоте в Австралии зданием. Здание строилось в Брисбене, штат Квинсленд, Австралия.
В здании запланированы 2 развлекательных этажа, 13 этажей розничных продаж, 376 квартир на 53 этажах и двухуровневая обзорная площадка на 60-м и 61-м (205 м.) этаже соответственно.
Развлекательный центр должен был включать в себя рестораны, фитнес-центры, магазины; также будет являться соединительным блоком между улицами Мэри и Маргарет. 7390 квадратных метров будут располагаться прямо в главном здании; к введению предлагаются — магазин кофе, бар, магазин компьютерной техники, кафе-бар, винный погреб, магазины периодики, беспошлинный магазин и оздоровительный центр. Отличительной чертой будет являться наличие водных сооружений и известных произведений искусств в арт-галерее.
Из 376 квартир 96 будет 4-х комнатными, 108 3-комнатными, 52 2-комнатными и 120 однокомнатными.
Открытый уровень, который будет располагаться на 4-м этаже, планируется сделать «зоной отдыха» для проживающих в здании людей. Возможно наличие бассейна и зоны барбекю.
Дизайн — «Buchan Group», разработка — Austcorp. Полная стоимость постройки здания Vision Brisbane оценивается в 900 млн австралийских долларов.
О проекте впервые заявили в начале декабря 2006 года, строить начали в марте 2007, после финансового кризиса 2008 года строительство остановилось. Котлован фундамента недостроенного здания был затоплен в январе 2011 года в результате наводнения и представляет собой пруд.